# Line Rochefort
Line Rochefort es una científica canadiense especializada en ecología de humedales.

## Biografía
Creció en un pequeño pueblo cerca de Chicoutimi y obtuvo una licenciatura en biología de la Universidad Laval, una maestría en botánica de la Universidad de Alberta y un doctorado en botánica de la Universidad de Cambridge (1992).  

## Carrera
El trabajo de su maestría incluyó la investigación sobre el impacto de la lluvia ácida en el Área Experimental de los Lagos de Canadá.  Es profesora en el Departamento de Ciencias de las Plantas de la Universidad Laval.  Ha ocupado la cátedra de investigación industrial para el manejo de los humedales del Consejo de Investigación de Ciencias Naturales e Ingeniería desde 2003.
En 2011, recibió el Premio a la Excelencia de la International Peatland Society.